# Euodynerus auranus
Euodynerus auranus (лат.) — вид одиночных ос из семейства Vespidae.

## Распространение
Встречаются в Северной Америке: Канада и США.

## Описание
Длина переднего крыла самок 7,0—10,5 мм, а у самцов — 7—9 мм. Окраска тела в основном чёрная с жёлтыми отметинами. Гнёзда из одной ячейки располагаются 15 см от входа в земле, в том числе в покинутых чужих гнёздах (например, Bembix pruinosa Fox (Crabronidae). Стенки ячеек очень тонкие (0,3 мм), самки приносят в них до 25 гусениц. Для кормления своих личинок добывают в качестве провизии гусениц бабочек из семейств Gelechiidae.